# Gastern
Gastern ist eine Marktgemeinde mit 1152 Einwohnern (Stand 1. Jänner 2025) im Bezirk Waidhofen an der Thaya in Niederösterreich.

## Geografie
Gastern liegt im nördlichen Waldviertel in Niederösterreich; die nächsten größeren Orte sind Heidenreichstein und Waidhofen an der Thaya. Die Fläche der Marktgemeinde umfasst 24,97 Quadratkilometer. Davon sind 71 Prozent landwirtschaftliche Nutzfläche, 22 Prozent der Fläche sind bewaldet.

### Gemeindegliederung
Das Gemeindegebiet umfasst folgende Ortschaften (in Klammern Einwohnerzahl Stand 1. Jänner 2025):
- Frühwärts (219)
- Garolden (88)
- Gastern (338)
- Immenschlag (40)
- Kleinmotten (101)
- Kleinzwettl (95)
- Ruders (115)
- Weißenbach (105)
- Wiesmaden (51)

- Alm (Dorf)[3]
- Grünau (Dorf)[3]
- Harmes (Dorf)[3]

Die Gemeinde umfasst die Katastralgemeinden Frühwärts, Garolden, Gastern, Immenschlag, Kleinmotten, Kleinzwettl, Rueders, Weissenbach und Wiesmaden.
Westlich von Gastern befindet sich die Wagnermühle und östlich am Reutbach die Triglasmühle.

### Nachbargemeinden
|        | Kautzen                                     | Dobersberg |
| Eggern | Kompassrose, die auf Nachbargemeinden zeigt | Thaya      |
|        | Pfaffenschlag bei Waidhofen an der Thaya    |            |

## Geschichte
Gastern ist nach dem Stift Garsten in Oberösterreich benannt, das 1177 erstmals urkundlich erwähnt wurde. 1931 wurde der Ort zum Markt erhoben.
Laut Adressbuch von Österreich waren im Jahr 1938 in der Marktgemeinde Gastern ein Bäcker, zwei Fleischer, drei Gastwirte, drei Gemischtwarenhändler, ein Schmied, ein Schneider und zwei Schneiderin, zwei Schuster, zwei Tischler, zwei Weber, ein Zimmermeister und mehrere Landwirte ansässig. Zwischen 1954 und 1957 wirkte der spätere Pfarrer von Traunstein Josef Elter, bekannt als „Bildhauerpfarrer“, als Kaplan in Gastern und Dobersberg.
Im Zuge der NÖ. Kommunalstrukturverbesserung wurde am 1. Jänner 1967 die Gemeinde Kleinmotten sowie am 1. Jänner 1972 die Gemeinde Frühwärts eingemeindet.

### Einwohnerentwicklung
Seit hundert Jahren nimmt die Bevölkerungszahl konstant ab. In den letzten Jahrzehnten ist dafür vor allem die negative Wanderungsbilanz ausschlaggebend, die Geburtenbilanz ist nur leicht negativ.
| Gastern: Einwohnerzahlen von 1869 bis 2025          | Gastern: Einwohnerzahlen von 1869 bis 2025 | Gastern: Einwohnerzahlen von 1869 bis 2025 | Gastern: Einwohnerzahlen von 1869 bis 2025 | Gastern: Einwohnerzahlen von 1869 bis 2025 |
| --------------------------------------------------- | ------------------------------------------ | ------------------------------------------ | ------------------------------------------ | ------------------------------------------ |
| Jahr                                                |                                            |                                            |                                            | Einwohner                                  |
| 1869                                                | 1869                                       |                                            | 2.189                                      | 2.189                                      |
| 1880                                                | 1880                                       |                                            | 2.248                                      | 2.248                                      |
| 1890                                                | 1890                                       |                                            | 2.227                                      | 2.227                                      |
| 1900                                                | 1900                                       |                                            | 2.187                                      | 2.187                                      |
| 1910                                                | 1910                                       |                                            | 2.241                                      | 2.241                                      |
| 1923                                                | 1923                                       |                                            | 2.015                                      | 2.015                                      |
| 1934                                                | 1934                                       |                                            | 1.886                                      | 1.886                                      |
| 1939                                                | 1939                                       |                                            | 1.810                                      | 1.810                                      |
| 1951                                                | 1951                                       |                                            | 1.773                                      | 1.773                                      |
| 1961                                                | 1961                                       |                                            | 1.658                                      | 1.658                                      |
| 1971                                                | 1971                                       |                                            | 1.634                                      | 1.634                                      |
| 1981                                                | 1981                                       |                                            | 1.520                                      | 1.520                                      |
| 1991                                                | 1991                                       |                                            | 1.418                                      | 1.418                                      |
| 2001                                                | 2001                                       |                                            | 1.368                                      | 1.368                                      |
| 2011                                                | 2011                                       |                                            | 1.284                                      | 1.284                                      |
| 2021                                                | 2021                                       |                                            | 1.176                                      | 1.176                                      |
| 2025                                                | 2025                                       |                                            | 1.152                                      | 1.152                                      |
| Quelle(n): Statistik Austria, Gebietsstand 1.1.2021 |                                            |                                            |                                            |                                            |

## Kultur und Sehenswürdigkeiten

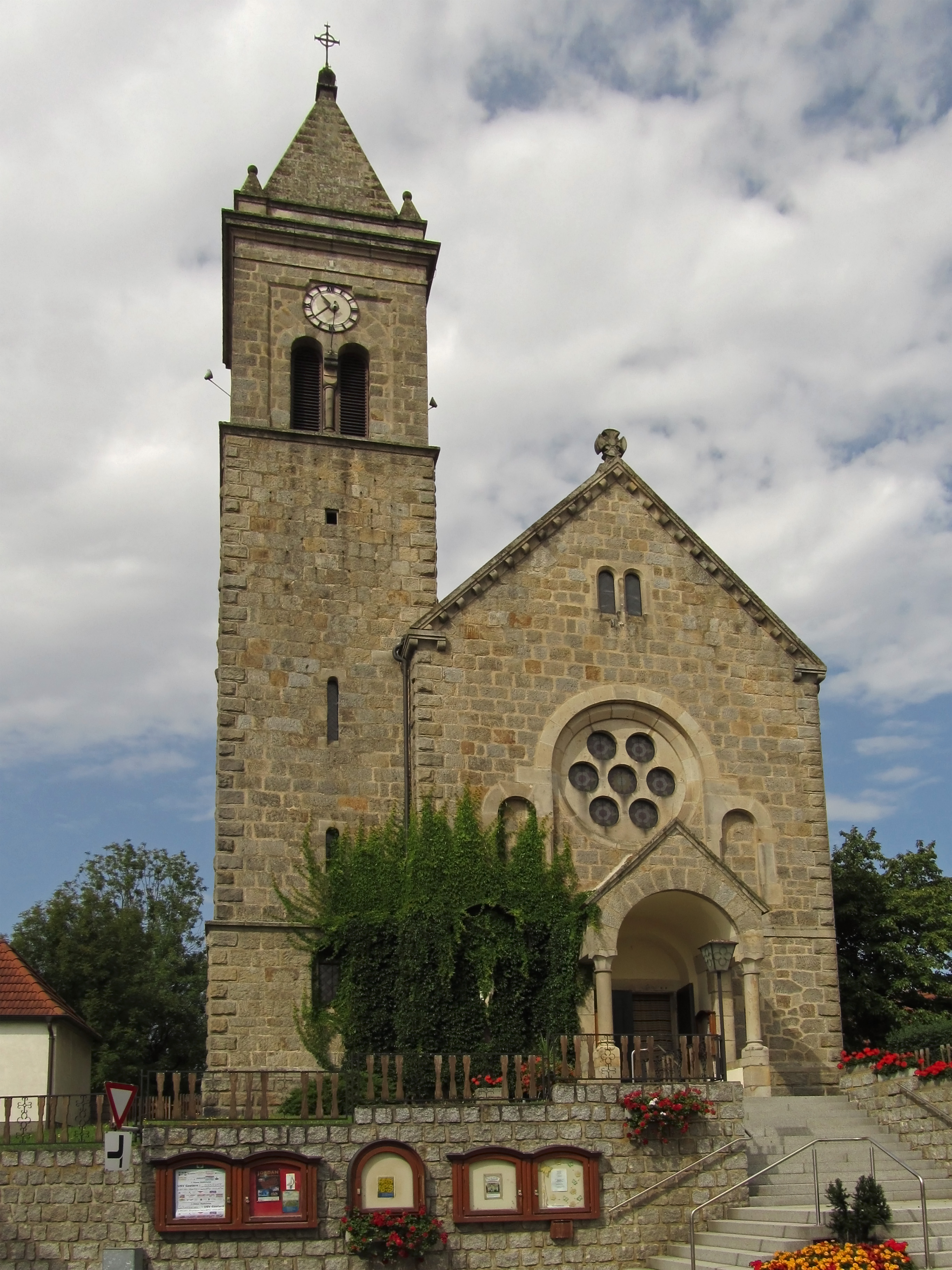
Pfarrkirche Gastern

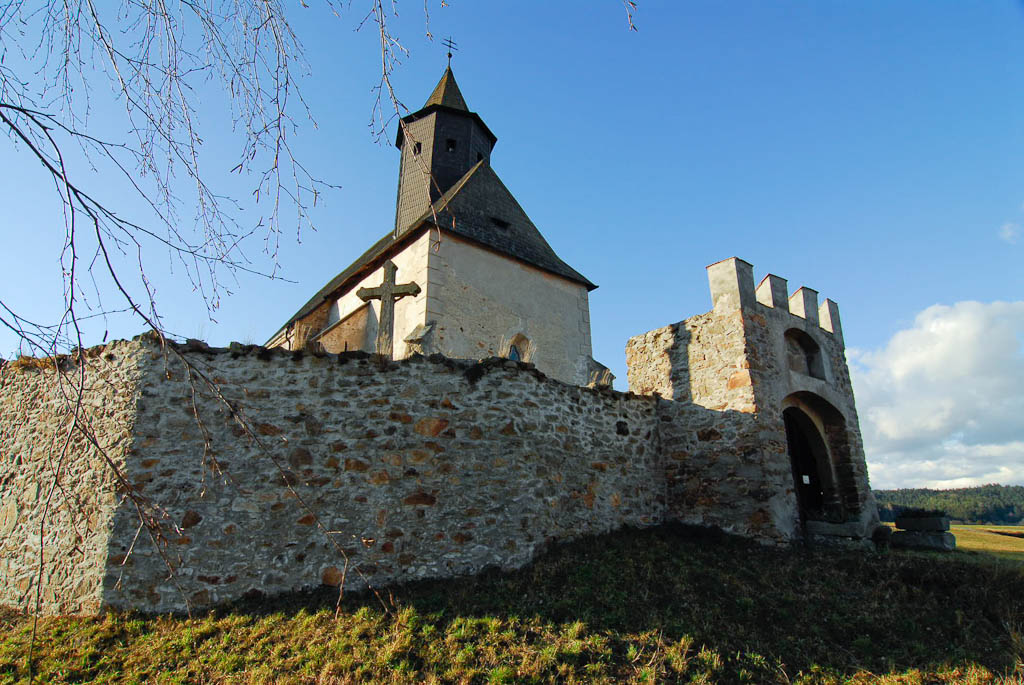
Wehrkirche Kleinzwettl

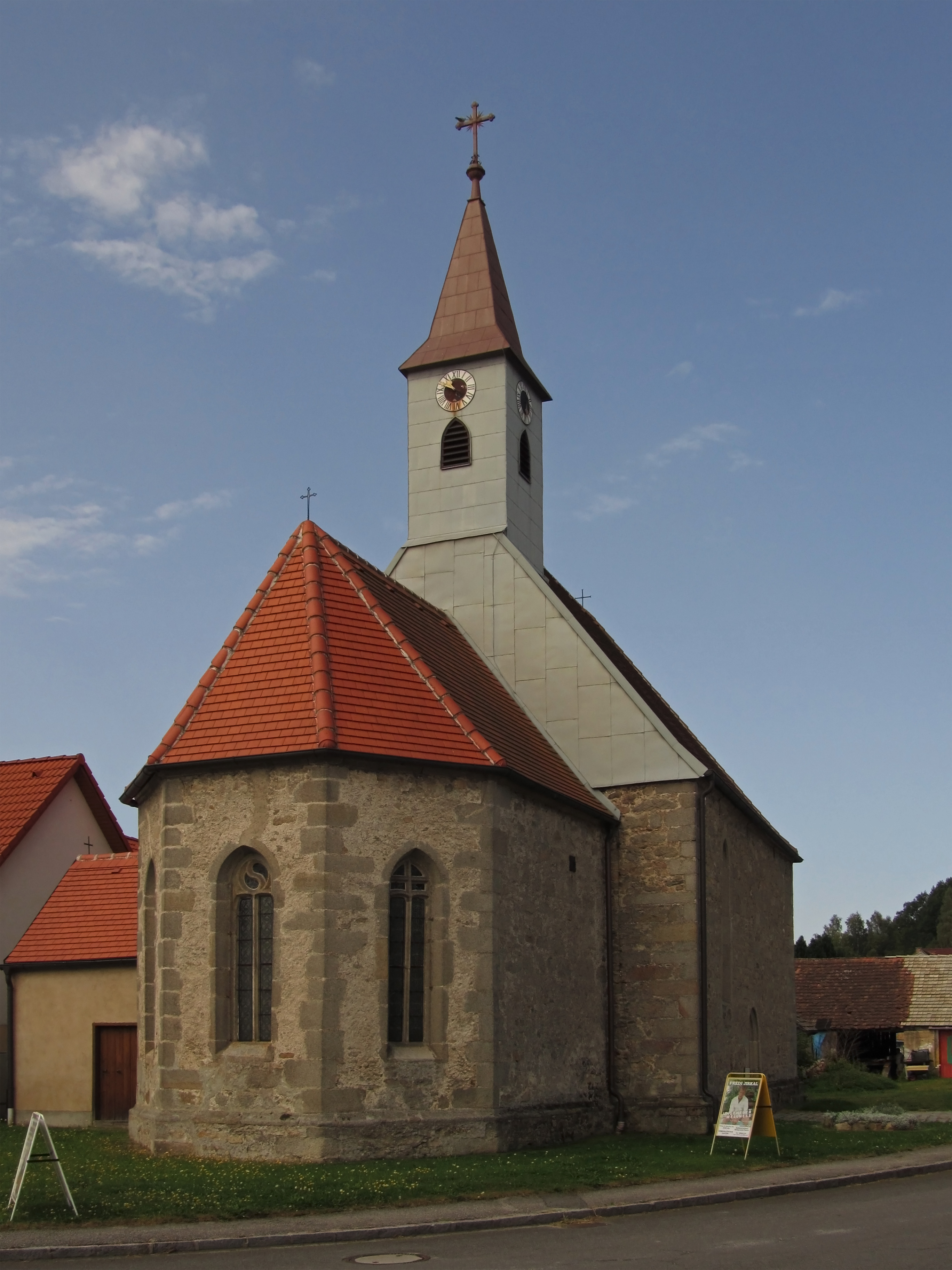
Filialkirche Weißenbach

- Katholische Pfarrkirche Gastern hl. Martin
- Wehrkirche Kleinzwettl mit gut erhaltener Wehrkirchhofanlage
- Ruine Weißenbach
- Filialkirche Weißenbach
- Neue Dorfkapelle in Ruders

## Wirtschaft und Infrastruktur
In Gastern gibt es 78 land- und forstwirtschaftliche Betriebe, davon sind 29 Haupterwerbsbetriebe. Diese bewirtschaften zwei Drittel der landwirtschaftlichen Fläche (Stand 2010). Im Produktionssektor beschäftigen fünfzehn Betriebe 175 Arbeitnehmer, vor allem mit der Herstellung von Waren und im Bau. Im Dienstleistungssektor arbeiten 84 Menschen in 36 Betrieben (Stand 2011).

### Verkehr
Gastern liegt an der Thayatal Straße (B 30), die von Guntersdorf über Retz nach Drosendorf führt.

### Gesundheit
In der Gemeinde ordiniert ein Allgemeinmediziner.

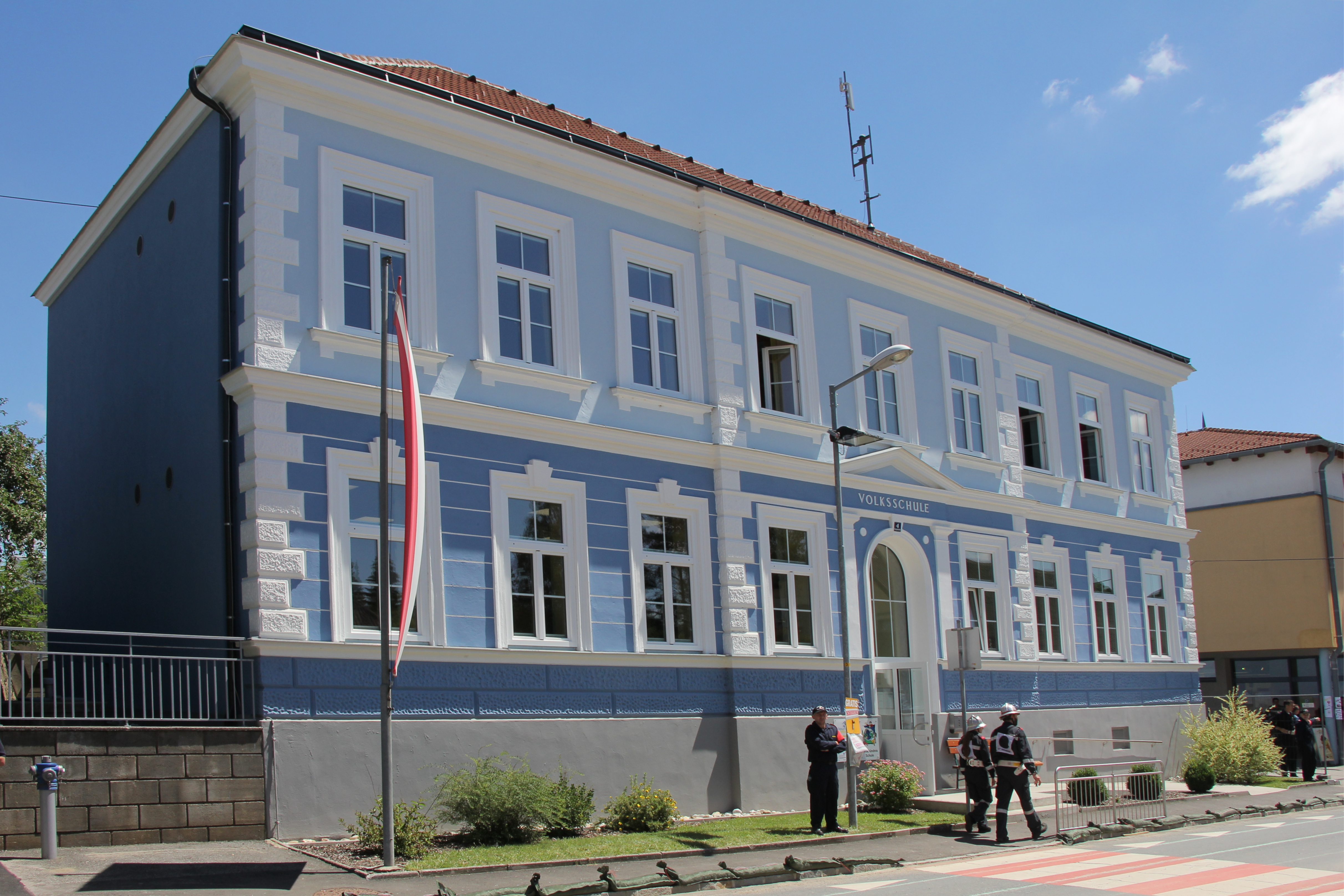
Volksschule Gastern

### Bildung
In Gastern gibt es einen Kindergarten und eine Volksschule.

### Nahversorgung
Neben der Abzweigung nach Garolden gibt es den ADEG Dorfladen.

### Gasthäuser
- Marktplatz Cafe Restaurant
- Gasthaus Müller
- Irmi’s Cafe
- Heuriger Familie Kainz[14]

## Politik

### Gemeinderat
Der Gemeinderat hat 19 Mitglieder.
- Mit den Gemeinderatswahlen in Niederösterreich 1990 hatte der Gemeinderat folgende Verteilung: 15 ÖVP, 3 SPÖ, und 1 FPÖ.
- Mit den Gemeinderatswahlen in Niederösterreich 1995 hatte der Gemeinderat folgende Verteilung: 16 ÖVP, 2 SPÖ, und 1 FPÖ.
- Mit den Gemeinderatswahlen in Niederösterreich 2000 hatte der Gemeinderat folgende Verteilung: 15 ÖVP, 3 SPÖ, und 1 FPÖ.
- Mit den Gemeinderatswahlen in Niederösterreich 2005 hatte der Gemeinderat folgende Verteilung: 15 ÖVP, 3 SPÖ, und 1 FPÖ.
- Mit den Gemeinderatswahlen in Niederösterreich 2010 hatte der Gemeinderat folgende Verteilung: 14 ÖVP, 4 SPÖ, und 1 FPÖ.
- Mit den Gemeinderatswahlen in Niederösterreich 2015 hatte der Gemeinderat folgende Verteilung: 15 ÖVP, 2 SPÖ, 1 Grüne, und 1 FPÖ.
- Mit den Gemeinderatswahlen in Niederösterreich 2020 hatte der Gemeinderat folgende Verteilung: 15 ÖVP, 2 SPÖ, 1 FPÖ und 1 Grüne.[15]
- Mit den Gemeinderatswahlen in Niederösterreich 2025 hat der Gemeinderat folgende Verteilung: 13 ÖVP, 5 FPÖ und 1 SPÖ.[16]

### Bürgermeister
- 1985–2000 Karl Mayer[17]

…
- bis 2013 Alois Österreicher (ÖVP)
- seit 2013 Roland Datler (ÖVP)[18]

### Vize-Bürgermeister
- bis 2023 Rainer Winkelbauer (ÖVP)
- 2023–2025 Franz Weinkelbauer (ÖVP)
- seit 2025 Markus Moldaschl (ÖVP)[18]

### Wappen
Blasonierung: Im blauen Feld ein schwarzer Pfahl, belegt mit goldener Ähre und goldener Weberspule.

## Persönlichkeiten

### Ehrenbürger der Gemeinde
- Karl Mayer († 2015), Bürgermeister von Gastern 1985–2000[17]

### Söhne und Töchter der Gemeinde
- Alfred Haufek (1933–2014), Politiker

### Mit der Gemeinde verbundene Persönlichkeiten
- Viktoria Hutter (* 1991), Politikerin (ÖVP), seit 2023 Mitglied des Bundesrates[19]